# Rocher Créole
Le rocher Créole est un îlot de l'île de Saint-Martin. Il fait partie de la collectivité d'outre-mer française de Saint-Martin et de la réserve naturelle nationale de Saint-Martin.
Entièrement protégé, il s'agit d'un site de plongée réputé. 